# 오토 폰 게리케

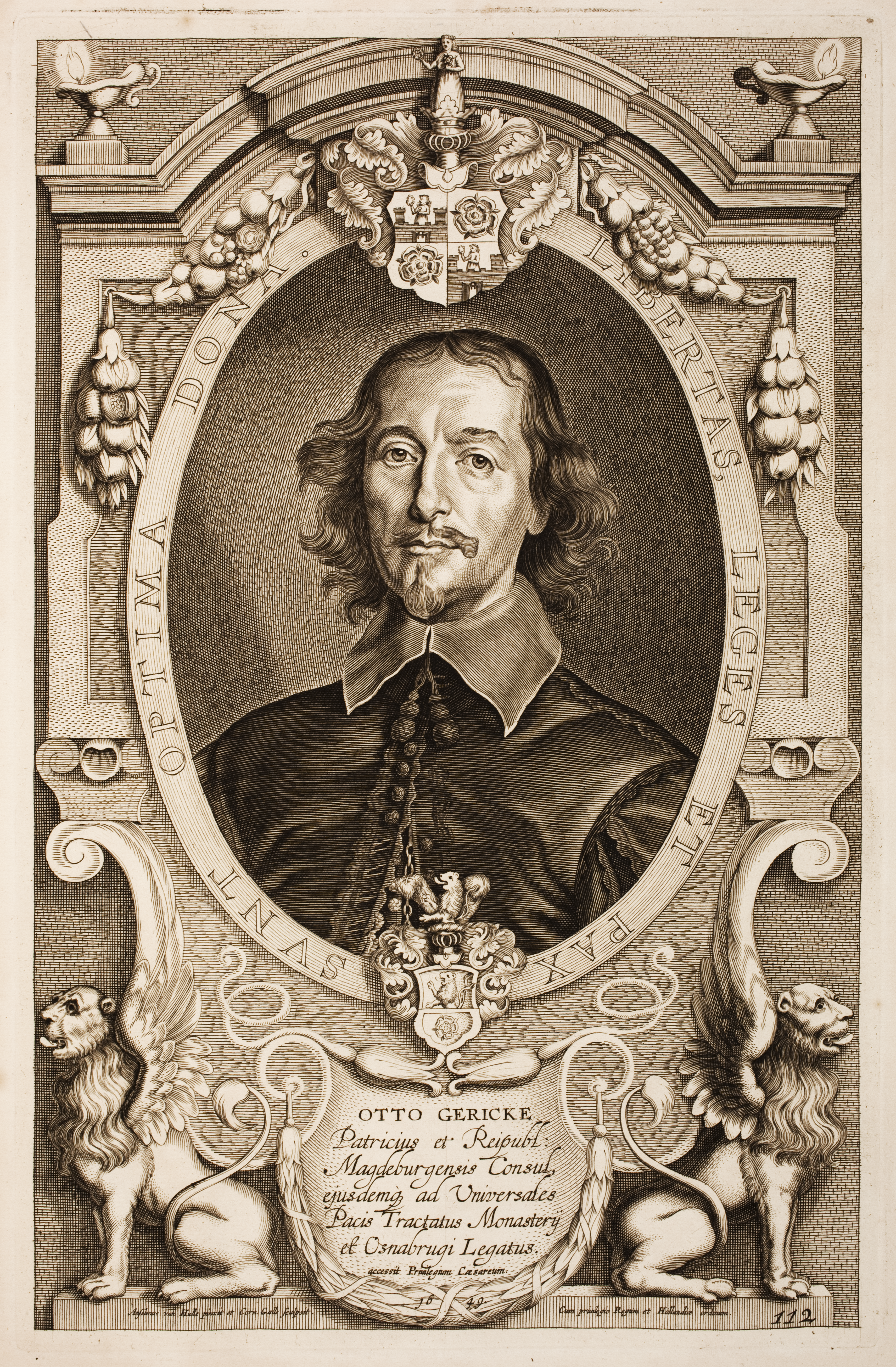

오토 폰 게리케(독일어: Otto von Guericke, 독일어 발음: [ˈʔɔto fɔn ˈɡeːʁɪkə], 1602년 11월 30일 ~ 1686년 5월 21일)는 신성 로마 제국의 과학자, 발명가, 정치인이다. 진공관, 기압, 정전기 반발의 물리학적 실험 방식의 개발에 대한 선구적인 역할을 했다. 원격 작용(遠隔作用, Fernwirkung)과 절대공간을 지지했으며 이는 과학 혁명의 발전에 눈에 띄는 기여를 하였다.

## 같이 보기
- 에어펌프